# Franco Manzi
Franco Manzi (né le 17 février 1966) est un prêtre catholique italien, bibliste et théologien.

## Biographie
Né à Milan, Italie, il a suivi les cours du lycée classique du séminaire diocésain 'Pie XI' à Venegono Inferiore, dans la province de Varèse, Italie. 

### Formation théologique
Ensuite il a parcouru le cycle usuel des études chez le  séminaire majeur et en 1990 a obtenu le baccalauréat pontifical en théologie auprès de la Faculté théologique d'Italie du nord. Le 8 juin 1991 il a été  ordonné prêtre à Milan pour le diocèse homonyme par imposition des mains de l'archevêque, le cardinal Carlo Maria Martini, exégète biblique de renom. 

### Spécialisation biblique
Entre 1991 et 1994 Manzi se préparait à la licence au sein de la Faculté biblique de l'Institut biblique pontifical de Rome. Sous la direction du Père Albert Vanhoye, S.J., après cardinal, il a rédigé la thèse de licence, avec le titre L'opera salvifica di Gesù Cristo tra kenosi (Fil 2,6-11) e solidarietà (Eb 5,5-10) (L'œuvre salvifique de Jésus-Christ entre kénose (Phil 2,6-11) et solidarité (Héb 5,5-10)).
Il a obtenu la licence ès sciences bibliques (SSL), le 15 février 1994, avec une note moyenne de summa cum laude. De manière pareille sa dissertation pour l'année ad doctoratum sur le thème Melchisedek a Qumran e nella Lettera agli Ebrei (Melchisédech à Qumrân et dans l'Épître aux Hébreux), préparée sous la direction du P. Albert Vanhoye, a reçu la note summa cum laude. Le 24 février 1995, il a prononcé avec succès la conférence lectio coram en vue de la rédaction de la thèse doctorale.
Dans les mêmes années (1992–1994), il a été étudiant interne à l'École Biblique et Archéologique Française de Jérusalem, où dans le deuxième semestre de l'année académique 1992-1993 il a suivi les cours requise par l'Institut biblique pontifical de Rome pour le curriculum ad licentiam et il a préparé encore d'autres cours pendant le même semestre de l'année 1993-1994. En récognition du projet de travail complété à Jérusalem, il lui a été accordé le titre d'élève titulaire de l'École Biblique.
Le 15 février 1995 il a commencé la phase finale de recherche en vue du doctorat autour du thème Melchisedek e l'angelologia nell'Epistola agli Ebrei e a Qumran (Melchisédech et l'angélologie dans l'Épître aux Hébreux et à Qumrân), toujours sous la direction du P. Albert Vanhoye (comme moderator) e du P. Joseph Sievers (comme relator). Le 18 décembre 1996, il a défendu cette thèse devant la Faculté biblique de l'Institut biblique pontifical de Rome, et a reçu la note summa cum laude. Le 3 février 1997 il a publié le texte intégral de la thèse doctorale dans la collection Analecta Biblica (n. 136).

### Débuts d'enseignement et spécialisation mariologique
Nommé par le cardinal Martini professeur de cours théologiques au sein du séminaire diocésain majeur  à Venegono Inferiore, le 1er février 1997, il a obtenu, en date du 3 juin 1999, le doctorat en théologie avec spécialisation en mariologie auprès de la Faculté pontificale de théologie Marianum de Rome, avec la note summa cum laude, en recognition de la thèse La forma obbedienziale del servizio di Gesù Cristo e di Maria. Confronto esegetico-teologico di Fil 2,7 con Lc 1,48 (L'obéissance autant que forme du service de Jésus-Christ et de Marie: Comparaison exégétique et théologique de Phil 2,7 avec Luc 1,48), de laquelle fut publié l'extrait au mois de juillet cette même année.

## Engagement et ministère actuel
Actuellement Professeur ordinaire du Nouveau Testament et de  langue hébraïque au sein du séminaire majeur de Milan (depuis 1997), dans lequel il est aussi doyen académique, et Professeur chargé de Ancien et Nouveau Testament dans la Faculté pontificale de théologie de l’Italie du Nord (depuis 2000), ainsi que dans l'Institut supérieur de sciences religieuses de Milan et également dans la Faculté de théologie de Lugano en Suisse (depuis 2006). Il a été aussi cultore della materia dans le secteur de la philologie et de l'exégèse néotestamentaire, des belles-lettres et de la philosophie, auprès de l'Université catholique du Sacré-Cœur de Milan (depuis 1997 à 2013). 
Il est directeur de la revue La Scuola Cattolica, organe théologique officielle du séminaire majeur de Milan, et membre active du coetus consultorum de la revue Ephemerides Liturgicae. Il participe activement en qualité de membre à plusieurs associations, y compris l'Associazione Biblica Italiana, la Catholic Biblical Association des États-Unis, la Society of Biblical Literature, la Studiorum Novi Testamenti Societas, l'Associazione Mariologica Italiana et la Académie pontificale mariale internationale. Il a été nommé pour deux mandats consécutifs membre de la Congrégation du Rit Ambrosien (2000-2005 et 2006-2011). Il est censor ecclesiasticus de son diocèse à partir de 2006. À part ses différents cours, il est conférencier très connu en Italie.

## Publications
Manzi a publié une cinquantaine de livres et collabore activement à de nombreuses revues d'exégèse biblique, de théologie, de liturgie et de théologie pastorale.